# نمر فارسي
النمر الفارسي أو النمر الإيراني من الحيوانات الثديية اللاحمة (آكلات اللحوم) والتي تتبع فصيلة السنوريات، وهي إحدى سُلالات النمور التي تستوطن غرب القارة الآسيوية، وتعتبر من الحيوانات المُهددة بالانقراض في كل أماكن انتشارها في الشرق الأوسط.
وقد أصبحت هذه السلالة اليوم تضم، بحسب تصنيف العلماء، السلالة الأناضولية (P.p. tulliana) وسلالة سيناء (P.p. jarvisi) والسلالة القوقازية (P.p. ciscaucasica) بعد أن كانت تصنف على أنها سلالات مستقلة، أي أن كل من السلالة الأناضولية (النمر الأناضولي أو نمر الأناضول) وسلالة سيناء (نمر سيناء) والسلالة القوقازية (النمر القوقازي) أصبحت تعتبر اليوم مجرد جمهرات من السلالة الفارسية.
يُعتقد بأن هذه النمور هي الأساس وراء المشاهدات العينية المزعومة للببور القزوينية في تركيا والقوقاز، حيث ادعى عدد من الناس في الأرياف أنهم رؤا ببورا من على بعد ولم يستطيعوا التعرّف إليها بشكل واضح بسبب تموهها في البيئة حولها.

## وصف السلالة
تعتبر النمور الفارسية بأنها أكبر سلالات النمر جميعها، حيث يمكن أن يصل ارتفاعها إلى 1.5 أو 2.7 أقدام عند الكتفين، ويبلغ طولها ما بين 200 و 250 سنتيمترا وتزن قرابة 90 كيلوغرام، ويمكن أن يمتد أمد حياتها لعشرين عاما. كان النمر الفارسي يعتبر قبل حلول تسعينات القرن العشرين بأنه سلالة النمور التي تتواجد فقط في إيران وأفغانستان، وكانت السلالات التي تقطن جمهوريات أرمينيا، أذربيجان، جورجيا، وروسيا السوفياتية السابقة تعتبر بأنها من السلالتين الأناضولية والقوقازية، كما السلالتين التين قطنتا بلاد الشام وتركيا وسيناء (السلالة الأناضولية وسلالة سيناء)، أما الآن فالسلالة الفارسية تضم جميع هذه السلالات السابقة. لم يتبق في البرية اليوم سوى بضعة مئات من النمور الفارسية.

## الموطن والمسكن
| الدولة     | سنة التقدير | العدد المقدر |
| ---------- | ----------- | ------------ |
| إيران      | 2022        | 550-850      |
| باكستان    | 2022        | 130-178      |
| تركمانستان | 2022        | 60-80        |
| أذربيجان   | 2022        | 8-19         |
| العراق     | 2022        | 9            |
| أرمينيا    | 2022        | 3-9          |
| روسيا      | 2022        | 6            |
| جورجيا     | 2022        | 1            |
| كازاخستان  | 2022        | 0-5          |
| تركيا      | 2021        | أقل من 5:2   |
| أفغانستان  | 2022        | غير معروف    |
| المجموع    | 2022        | 750-1،044    |

يعيش النمر الفارسي في إيران، أذربيجان، أرمينيا، تركستان، أوزبكستان، طاجيكستان، العراق، وشمال غرب أفغانستان، وأصبح موطنه يضم بعد ضم السلالتين الأناضولية والسينائية سوريا، لبنان، الأردن، فلسطين، سيناء، وتركيا. ويسكن هذا النمر المناطق الجبلية وحتى الأراضي العُشبية، والتي توفر له الغطاء المُناسب والكمية الكافية من الفرائس، ويعتقد أن التقارير التي تورد من أقصى جنوب شرق تركيا والتي تفيد عن رؤية ببور قزوينية مخطئة حيث أن هذه الحيوانات التي تمت رؤيتها هي على الأرجح نمور فارسية.

### النمر الفارسي في أرمينيا
تعيش النمور الفارسية في أرمينيا في غابات العرعر المتفرقة والأراضي العشبية الجبلية وشبه القاحلة أيضا ولكن بدرجة أقل من درجة تواجدها في الغابات، ويتواجد هذا النمر أيضا في المروج الجبلية وشبه الجبلية وغالبا ما يفضل أن يقطن المناطق الصخرية الوعرة ذات الأجراف الكثيرة. وتتنقل هذه الضواري على نفس الدروب المعتادة والمألوفة لديها مما يسهّل على العلماء تتبعها ودراستها، كما ويستدل العلماء على وجود النمور عبر التقاط عينات من برازها، أثار أقدامها، وعلامات الخدش على الأشجار. تعتبر النمور الفارسية في أرمينيا مهددة من أعمال القنص الغير شرعي، والحرائق، والتمدن، إلا أنه لا يعرف حتى الآن أي من هذه العوامل يؤثر عليها بشكل أكبر من غيره، ولا تزال النمور الفارسية تتواجد في أرمينيا في محمية ولاية شيكهو.

### النمر الفارسي في أذربيجان

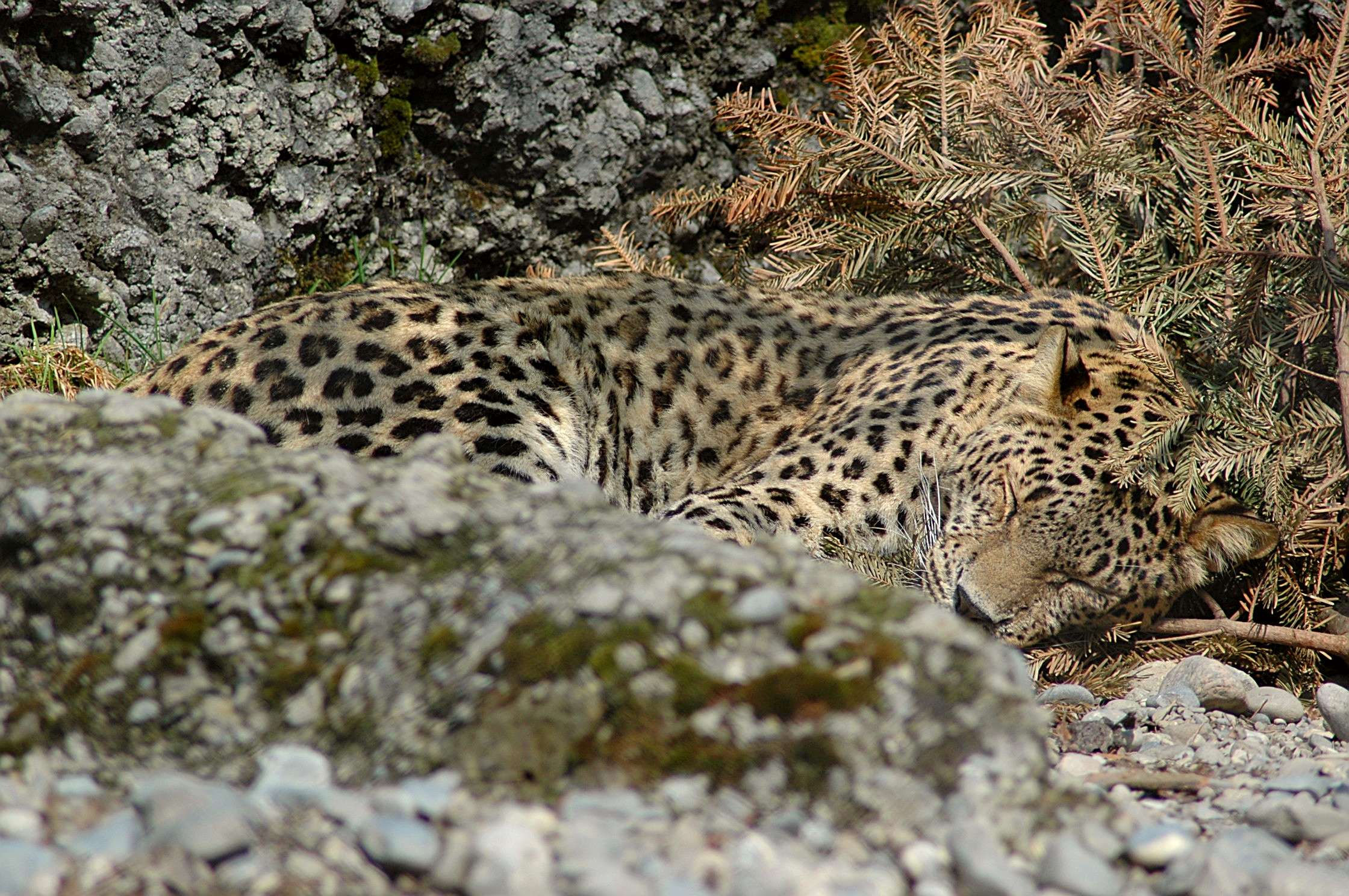
نمر فارسي نائم.

تعيش النمور الفارسية في المناطق الجنوبية من أذربيجان، ولم يكن من المؤكد انقراضها في هذه الدولة وعلى الرغم من زعم البعض بأنه شاهدها في التسعينات فإن عدم انقراضها لم يؤكد إلا بحلول مارس 2007 عندما التقطت كاميرا خفيّة صورة لنمر في محمية هيركان القومية.

### النمر الفارسي في جورجيا
لم يتبقى حاليا سوى بضعة نمور في بريّة جورجيا، وهي لا تزال تعيش في الغابات الكثيفة إجمالا على الرغم من أنه تمت مشاهدة البعض منها في السهول المنخفضة في جنوبي شرق البلاد عام 2004، وقد وردت تقارير عديدة خلال الستين سنة الأخيرة والتي تفيد بأنه تمت مشاهدة هذه النمور قرب منطقة تبليسي وفي إحدى المحافظات شمال غرب العاصمة.

### النمر الفارسي في إيران
يتقاطع موطن النمر الفارسي في إيران مع موطن الماعز البري بشكل وثيق، وبالتالي فهو يتواجد في سلسلة جبال ألبورز وزاغروس بالإضافة إلى بعض المناطق ضمن الهضبة الإيرانية. ويظهر بأن أعداد النمور الفارسية تتناقص في إيران وذلك عائد إلى فقدان المسكن، تناقص أعداد الفرائس الطبيعية، وتجزئة الجمهرة بسبب التمدن، إلا أنه على الرغم من ذلك لا تزال جمهرة النمور الفارسية في إيران هي الأعلى نسبة عبر موطنها بأكمله حيث يقدر عددها بحوالي 550 إلى 850 نمرا بحسب إحصائيات بعض العلماء عام 2002.
كانت الجمهرات الإيرانية الضخمة تتواجد عادة في محافظات خراسان، غولستان، مازندران، غيلان، فارس، كردستان، لورستان، غرب أذربيجان، أصفهان وغيرها، أما المناطق الداخلية الصحراوية فنادرا ما تدخلها النمور. تقتات النمور الفارسية في إيران على الماعز البري إجمالا بالإضافة إلى الخرفان البرية على اختلاف أنواعها، الأيائل الحمراء، واليحمور كما الماشية المستأنسة.

### النمر الفارسي في الأناضول وبلاد الشام
تعرف جمهرة النمر الفارسي التي تقطن الأناضول وبلاد الشام بالنمر الأناضولي أو نمر الأناضول، وكانت في السابق تصف على أنها سلالة منفصلة عن السلالة الفارسية، أما الآن فيضم العلماء كلا السلالتين تحت اسم واحد وسلالة واحدة هي السلالة الفارسية. كانت هذه الحيوانات تقطن غابات وهضاب المناطق القريبة من بحر إيجة، شرق البحر المتوسط، وشرق الأناضول أما الآن فلا يعرف إن كانت هذه الجمهرة من النمور لا تزال تتواجد في البرية أم أنها انقرضت نهائيا. إلا أنه من المؤكد انقراضها في بعض الدول مثل لبنان حيث قتل أخر نمر في الربع الأول من القرن العشرين، أما في فلسطين فقد استمرت هده النمور بالتواجد حتى الثمانينات ولا يزال البعض يزعم بأن هناك بضعة نمور فارسية تعيش في الجليل ومرتفعات الجولان السورية.

نمر فارسي في حديقة حيوانات هانوفر.

نمر أناضولي متصيّد على صفحة من جريدة تركية.

كانت أخر مشاهدة رسميّة للنمر الأناضولي تتم في عام 1974 بعد أن قتل نمرا لهجومه على امرأة في إحدى القرى، وعلى الرغم من أن بعض العلماء يفترضون أن الجمهرة قد انقرضت تماما إلا أن البعض الأخر يفترض أن لا يزال هناك ما بين 10 و 15 نمرا أناضوليا في البرية. وفي عام 2001 تمت مشاهدة هذا الحيوان قرب بلدة «موت» في جبال طوروس وفي منطقة أخرى شرقي البحر الأسود، وفي عام 2003 التقطت كاميرا حرارية صورة لنمر أناضولي ذكر في منتزه فاشلوفاني القومي في جورجيا، كما ورد تقرير عن وجود نمر في هضبة بوكوت عام 2004.
قام فريق من أعضاء مؤسسة إنقاذ السنوريات الكبيرة بتنظيم حملة عام 2002 تهدف إلى استكشاف المناطق النائية المرتفعة قرابة 2000 متر عن سطح البحر لتحديد إذا ما كان النمر الأناضولي لا يزال على قيد الحياة أم لا وخصوصا بعد أن أحضر أحد المصورين صورة عن أثار قوائم لنمر في تلك المنطقة، وخلال الحملة قام الفريق برصد أحد النمور الأناضولية ولكنه هرب منهم قبل أن يتمكن أحد من تصويره، وفي اليوم التالي نجح أفراد الفريق بتصوير النمر وإثبات وجوده على قيد الحياة وقد أدى هذا بالتالي إلى افتراض العلماء بأنه لم يتبقى منه سوى 10 أو 15 نمرا.

### النمر الفارسي في سيناء

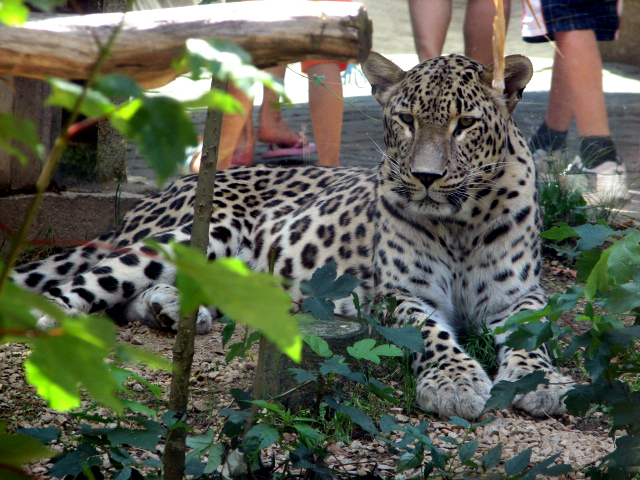
نمر فارسي في حديقة حيوانات في جمهورية التشيك.

تعرف جمهرة النمر الفارسي في صحراء سيناء بنمر سيناء، وكانت هذه الجمهرة كالنمر الأناضولي تعتبر سلالة مستقلة إلى أن تم جمعها مؤخرا تحت اسم السلالة الفارسية أيضا. تعتبر نمور هذه الجمهرة أصغر حجما من معظم النمور الأخرى وهي غالبا ما تصطاد طرائد أصغر حجما من شاكلة الطيور، الفئران، ووبر رأس الرجاء الصالح، إلا أنها قد تقتات أيضا على الوعول النوبية والمواشي المستأنسة الصغيرة الحجم، وقد أدّت عادها هذه بالإضافة إلى اعتبارها خطرة على الإنسان إلى ملاحقتها دوما وقتلها مما أدّى إلى تراجع أعدادها أو حتى انقراضها كما يفترض البعض.
يكون لون نمر سيناء أبيض ومبقّع ببقع سوداء وردية الشكل، وهي لا تعيش أو ربما عاشت فقط في صحراء سيناء والجبال المحيطة بمدينة إيلات، ويعتقد بأن البدو قاموا بقتل جميع هذه النمور ومن غير المؤكد أن كان أي منها لا يزال على قيد الحياة، إلا أنه في عام 2007 تمت رؤية مجموعة من النمور قرب قرية نائية في صحراء النقب بفلسطين وبعد ذلك بفترة قصيرة هوجم مزارع إسرائيلي من قبل أحد النمور، عندما قفز الأخير من الشباك إلى داخل غرفة نومه مطاردا قطته، مما يفترض، إن كانت هذه الرواية صحيحة، أنه لما ينقرض بعد.

## التغذية والخواص الأحيائية
تختلف حمية النمر الفارسي باختلاف موطنه وهي تتدرج من الثدييات الصغيرة والطيور، إلى بعض الحيوانات الكبيرة مثل الأيائل، الظباء، الماعز البري، والخنزير البري، وفي آسيا الصغرى تقتات هذه النمور على حيوانات أخرى بالإضافة لتلك السابقة الذكر مثل الشامواه، الوعول، والماشية المستأنسة في بعض الأحيان. تقوم النمور بالتسلل نحو طريدتها بهدوء ومن ثم تهاجمها دون أن تدري الأخيرة بوجودها وتجهز عليها بعضّة في العنق.
تدوم فترة حمل النمر الفارسي ثلاث أو أربعة شهور وتصل الإناث إلى النضوج الجنسي عند بلوغها حوالي سنتين ونصف، ويتألف البطن عادة من 3 جراء.

## التهديدات

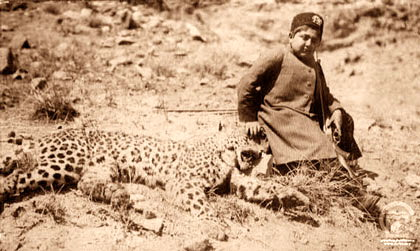
الشاه أحمد قاجار، وقد اصطاد نمرا فارسيا في أوائل القرن العشرين.

وُضع النمر الفارسي على اللائحة الدولية للحيوانات المُعرضة للانقراض، ويُمنع صيده والإتجار به حسب القوانين الدولية. وقد قلت أعداده في البرية إلى عدة مئات فقط، بسبب المُلاحقة والصيد، وفقدانه لبيئته الطبيعية التي يعيش فيها. كما تعاني هذه النمور من الحروب التي تدور رحاها في المناطق الجبلية والمُرتفعة في غرب آسيا.

### أسباب تراجع الأعداد
يعتقد بأن الصيد المكثف للاحتفاظ بالنمر كتذكار كان السبب الرئيسي وراء تراجع أعداده في آسيا الوسطى واختفاؤه أو انقراضه في الأناضول وجنوب غرب آسيا، فقد ذكر أحد الصيادين الأتراك المدعى مانتولو حسن بأنه قتل وحده ما يقارب 15 نمرا فارسيا على الأقل و 50 نمرا على الأكثر كما يرجّح.